# Juliette Smaja Zérah
Juliette Smaja Zérah, née Sultana Juliette Smaja le 14 mars 1891 à Tunis et morte le 16 mai 1974 à Boulogne-Billancourt en France, est la première femme avocate en Tunisie.

## Biographie
Née le 14 mars 1891 à Tunis, Juliette Smaja est la fille aînée de Mardochée Smaja (1864-1923), descendant d'un grand-rabbin de Tunisie du même nom, et de Zaïra Slama. Elle est la première femme tunisienne à entreprendre des études de droit, en 1911, à l'université d'Aix-en-Provence. Elle obtient sa licence en 1914 et devient logiquement la première femme à intégrer le barreau de Tunis, en 1916,. Sa réussite ne doit pas dissimuler les difficultés qui ont été les siennes, en tant que femme et en tant que Tunisienne, à mener ses études puis à pouvoir exercer.
Elle épouse Élie Zérah, passé comme elle par la même faculté ; celui-ci est aussi un militant, membre du Destour, qui a fait partie d'une délégation venue présenter leurs revendications au résident général de France en Tunisie, Lucien Saint, en 1921, puis de la délégation du Destour auprès du pouvoir français, à Paris, la deuxième délégation de ce type.
Avec d'autres anciens étudiants tunisiens d'Aix-en-Provence, le couple collabore au journal La Justice, lancé par Mardochée Smaja dès 1907 pour défendre les droits politiques et juridiques des Juifs en Tunisie. Mardochée Smaja est également membre de l'Union judéo-musulmane qui s'est constituée en 1920. Malgré cette organisation, et même si le Destour s'est ouvert à la communauté juive tunisienne, à travers notamment la présence en son sein d'Élie Zerah, un fossé se crée progressivement dans l'entre-deux-guerres, entre juifs et musulmans tunisiens, notamment sur des questions d'acquisition de la nationalité française et de laïcité, le journal La Justice se montrant par exemple partisan de la séparation de la religion et de la sphère publique. Les autorités coloniales françaises décident entre 1921 et 1923 d'élargir les possibilités pour les Juifs tunisiens d'acquérir la nationalité française, sans toutefois mettre en place un mécanisme de naturalisation collective, comme en Algérie avec le décret Crémieux. Se faisant, ces autorités divisent l'élite tunisienne durant cette entre-deux-guerres, contrecarrent l'influence italienne en Tunisie, tout en ménageant, par des possibilités de naturalisation qui restent individuelles, le bey de Tunis. Mardochée Smaja meurt en 1923.
Dans ce contexte, Juliette Smaja Zérah, qui a été dans la deuxième partie des années 1910 et le début des années 1920 l'une des figures de l'émancipation des femmes en Tunisie, ouvrant la voie à d'autres parmi le milieu juridique, se glisse progressivement dans le moule traditionnel de la femme au foyer, les conditions sociales et politiques ne se prêtant pas alors, à ses yeux, à une autre évolution.
Elle meurt le 16 mai 1974 à Boulogne-Billancourt.